# Agroeca proxima
Agroeca proxima – gatunek pająka z rodziny obniżowatych.
Gatunek ten opisany został w 1871 roku przez Octaviusa Pickarda-Cambridge’a jako Agelena proxima. Do rodzaju Agroeca przeniósł go w 1878 roku Eugène Simon.
Samce osiągają od 3,8 do 5 mm, a samice od 5,2 do 7,5 mm długości ciała. Karapaks zmierzony u 12 samców miał od 1,92 do 2,34 mm długości oraz od 1,43 do 1,72 mm szerokości, zaś u 21 samic od 2,02 do 2,49 mm długości i od 1,54 do 1,95 mm szerokości. Ubarwienie karapaksu u samców jest jasnobrązowawe z ciemnobrązowymi krawędziami i słabo zaznaczonymi, zbieżnymi znakami. Karapaks samic ma tło żółtawobrązowe, czasem z czerwonym podbarwieniem, krawędzie i przykrawędziowe przepaski ciemnobrązowe, a środkową część tułowiową szarawobrązową z ząbkowanymi brzegami. Szczękoczułki są jasnobrązowe u samca i żółtawobrązowe u samicy. Barwa sternum jest żółtawobrązowa. Opistosoma (odwłok) może być od jasnożółtawobrązowej do brązowoszarej, niekiedy z czerwonym podbarwieniem. Z tyłu opistosomy widnieją wyraźne, ciemniejsze szewrony. Odnóża samca są jasnobrązowe, a samicy żółtawobrązowe. 
Nogogłaszczki samca mają krótką i w części odsiebnej wyposażoną w mały kikut apofizę retrolateralną, apofizę medialną z wąską nasadą i krótkim haczykiem, a apofizę tegularną ostro u wierzchołka zakrzywioną. Embolus jest stożkowaty. Słabo zesklerotyzowany konduktor ma długi i wąski kształt. Płytka płciowa samicy jest tak długa jak szeroka lub dłuższa niż szersza, o przedsionku z niską, owłosioną przegrodą środkową i otworami kopulacyjnymi po bokach przedsionka. Przewody kopulacyjne są szerokie i wyraźnie kanciasto zgięte. Kształt zbiorników nasiennych jest nerkowaty.
Pająk znany z Hiszpanii, Francji, Irlandii, Wielkiej Brytanii, Belgii, Holandii, Niemiec, Szwajcarii, Austrii, Włoch, Danii, Szwecji, Norwegii, Finlandii, Estonii, Polski, Litwy, Czech, Słowacji, Węgier, Białorusi, Ukrainy, Rumunii, Bułgarii, Macedonii, Rosji i Turcji. Zamieszkuje piaszczyste pobrzeża wód, wydmy, wrzosowiska, winnice, prześwietlone lasy, bory sosnowe, podmokłe łąki i bagna. Dorosłe samice aktywne są przez cały rok, zaś samce od lipca do października.